# İstanbulspor
İstanbulspor Anonim Şirketi är ett fotbollslag från Istanbul och grundades 1926. Dess tränare heter Naci Şensoy (turk). Istanbulspors arena heter Necmi Kadıoğlu och har en kapacitet på 4 500 personer.

## Kända Personer
- Elvir Bolić
- Zdravko Zdravkov
- John van den Brom
- Peter van Vossen
- Uche Okechukwu
- Oleg Salenko
- Aykut Kocaman
- Cemil Turan
- Oğuz Çetin
- Sergen Yalçın
- Tanju Çolak

## Placering senaste säsonger
| Säsong  | Nivå | Liga       | Placering | Referens | Notering |
| ------- | ---- | ---------- | --------- | -------- | -------- |
| 2019/20 | 2    | TFF 1. Lig | 12        | [ 1 ]    |          |
| 2020/21 | 2    | TFF 1. Lig | 4         | [ 2 ]    |          |
| 2021/22 | 2    | TFF 1. Lig | 4         | [ 3 ]    |          |
| 2022/23 | 1    | Süper Lig  | 12        | [ 4 ]    |          |
| 2022/23 | 1    | Süper Lig  | 20        | [ 5 ]    |          |